# Вишеславський Леонід Миколайович
Леонід Миколайович Вишеславський (5 (18) березня 1914 , Миколаїв, Херсонська губернія  — 27 грудня 2002 , Київ ) — український радянський поет, який писав твори російською й українською мовами, літературознавець, перекладач, педагог. Кандидат філологічних наук з 1947 року. За весь час творчої діяльності видав понад 60 книг віршів, прози та перекладів..
Твори Вишеславського перекладалися українською, польською, німецькою, французькою та іншими мовами. Його виступи неодноразово транслювалися по радіо і телебаченню.
Ніс естафету звання Голови земної кулі, започатковане поетом-футуристом Велимиром Хлєбниковим. Звання означає приналежність до Товариства голів земної кулі.

## Життєпис
Народився 18 березня 1914 року в Миколаєві, у родині Вишеславського Миколи Дмитровича (1888—1979), інженера, та Платонової Клеопатри Харлампіївни (1892—1939), доньки священика. Дитинство провів у родині дідуся з боку матері, протоієрея Харлампія Платонова. Богословське середовище, яке оточувало майбутнього поета, а також та сума знань, яку передавали близькі родичі, обізнані у різних галузях знань і мистецтві, мали значний вплив на його світогляд.
Після розлучення батьків у 1922 році вітчимом Леоніда став двоюрідний брат матері Леонід Гаврилович Платонов (1887−1957), біолог, який перевіз родину до Харкова. У роки громадянської війни вони перебували у селі Павлівка (на Слобожанщині), де молодий Вишеславський (по-сімейному Люсік) пішов до школи, а його дідусь отець Харлампій там правив службу у церкві. В одинадцять років поет написав перший вірш — «Природа» під враженням перебування влітку на Карадазькій біостанції, де працював вітчим. На той час біостанція була справжнім центром світу науки, де Л. Вишеславський познайомився з геологами, біологами, астрономами, фізиками, чому згодом присвятив вірш «Мамин Крим». До Харкова часто приїздив мамин брат Павло Платонов, головний архітектор Москви, що тоді будував «ВДНХ». Його дружина — письменниця Цюрупа перша звернула увагу на його вірші і навчила техніці віршотворення.
1930 року Вишеславський закінчив школу і пішов працювати на ХЕМЗ (Харківський електромеханічний завод), далі вчився на робфаці при електротехнічному інституті. Водночас все більше захоплювався поезією, заприятелював з молодим поетом Володимиром Луговським, займався у художній школі, відвідував літературну студію ім. Елана Блакитного, слухав усі виступи поетів-футуристів. Особливо шанував Маяковського, а його смерть пережив як особисте горе (багато років потому написав про нього літературознавчі дослідження, видані книгами). В студії «Ударников, призванных к литературе» його наставниками були: Микола Бажан, Леонід Первомайський, Володимир Сосюра, Павло Тичина, Микола Асєєв, Семен Кірсанов, Ілля Сельвінський, Йосип Уткін. Товаришував з Миколою Зеровим і
Григорій Пєтніков. Познайомився з Леонідом Пастернаком і Максиміліаном Волошиним, у яких брав декілька уроків малювання.
Перші вірші надрукував у 1931 у харківському журналі «Красное слово» та у московському журналі «Молодая гвардия», у Москві познайомився із Всеволодом Івановим. Через рік, у 1932, вперше виступив перед аудиторією на поетичному вечері ударників, покликаних до літератури.

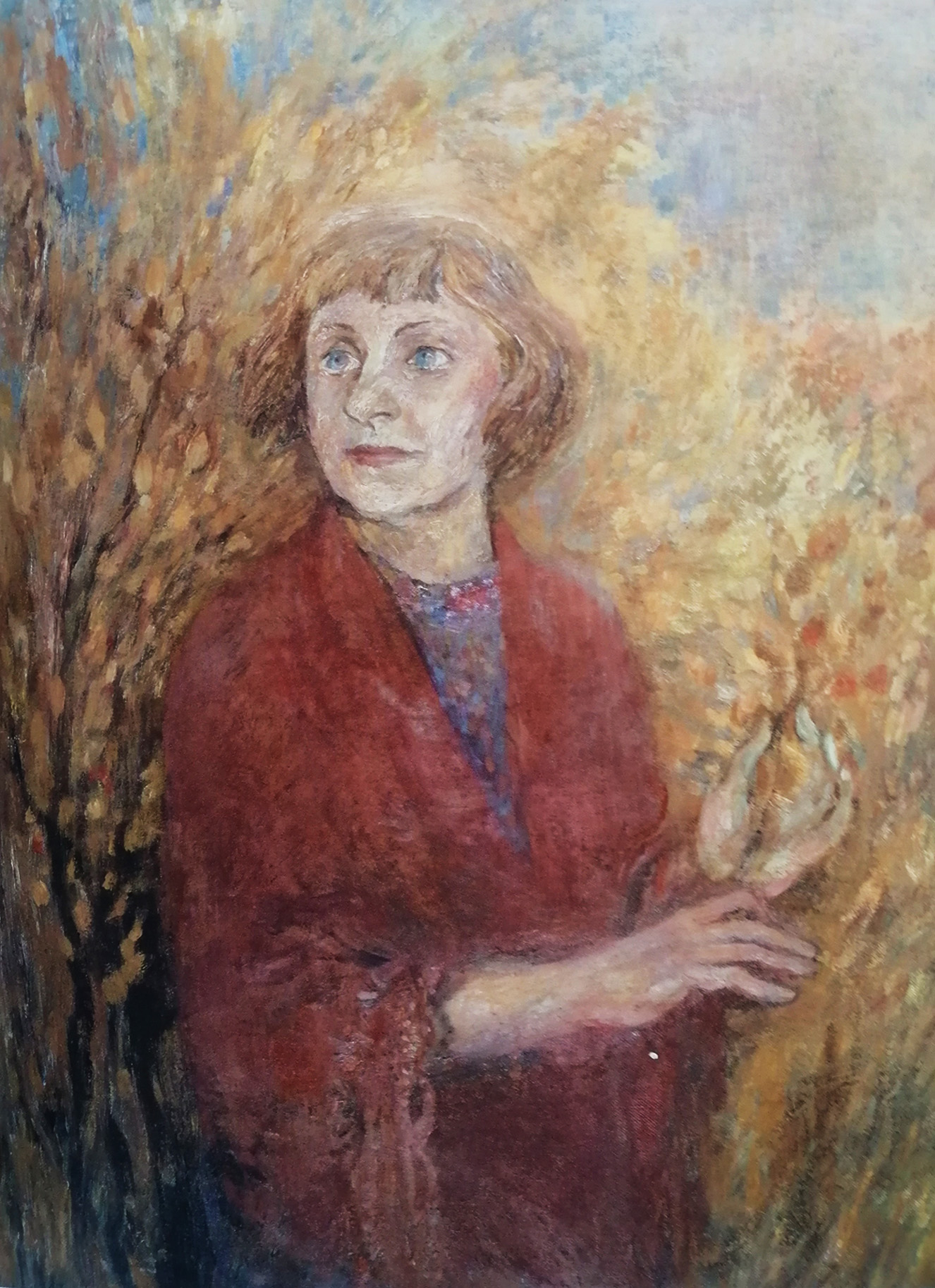
І.Вишеславська. Портрет матері, Агнеси Балтаги. 1987 рік

1933 — закінчив робфак і вступив до Харківського електротехнічного інституту, а потім перейшов на біологічний факультет Харківського університету. Під час студентської практики у колгоспі, побачивши напівмертвих від голоду селян, був вражений, і написав вірша «Где-то на Украине…» про трагедію Голодомору (через заборону цієї теми надрукував у 1968 у книзі «Садовник»). У наступні роки Л. Вишеславський нерідко звертався до цієї теми у своїх спогадах і творах.
У 1935 перевівся на філологічний факультет Харківського університету. Після зміни столиці Української республіки з Харкова на Київ, частина університету, а саме філологічний факультет, перевели до Києва. Там поет закохався у однокурсницю. Тож у 1936 він одружився з Агнесою Костянтинівною Балтага (1905—1991), з якою вони прожили у любові й злагоді все життя. Своїй обраниці, яка через три роки народила доньку Ірину, поет присвятив чимало натхненних рядків своєї любовної лірики.
У 1937 під час терору, за доносом сусідки по кімнаті гуртожитку, Агнесу почали переслідувати. Їй інкрімінували те, що вона читала книги французькою та німецькою мовами. Почалась типова для тих років процедура, яка передбачала арешт і ГУЛАГ. Заступаючись за дружину, Леонід лише наражався на небезпеку, але мужньо чекав на найгірше. Лише дивом, на цей момент було знято з посади Єжова як «ворога народу». Всі незавершені переслідування було анульовано і Агнесу Балтага поновили в університеті. Терор, приниження та відчуття небезпеки гнітили, і поет шукав духовного порятунку в красі природи й коханні. Перебуваючи на Азовському морі поблизу Мелітополя (на батьківщині дружини) він написав чудові вірші «Огни Геническа» та «Лядумег».
Незабаром Л. Вишеславський, за рекомендацією письменника О. Копиленка, отримав від Спілки письменників кімнату в київському будинку «Роліт» (абревіатура від скорочення слів РОбітники ЛІТератури), на стіні якого поетові було встановлено після його смерті меморіальну дошку.
Перша збірка поезій Леоніда Вишеславського «Здравствуй, солнце» вийшла в Києві в 1938 році. Поезії Вишеславського схвально оцінили відомі літератори Павло Тичина та Корній Чуковський.
У 1938 році закінчив філологічний факультет Київського університету.1938 — 1939 — працював завідувачем відділу літератури у газеті «Юный ленинец». 1939—1941 — викладав літературу у Київському педагогічному інституті. З 1939 року став членом Спілки письменників.
У 1941 пішов добровольцем на фронт у складі групи письменників під керівництвом М. Бажана, отримав призначення до редакції газети дев'ятої армії «Защитник Родины». На фронті познайомився і співробітничав з поетом Михайлом Свєтловим. У 1942 Л. Вишеславський працював у газетах «Чкаловец» та «Советский патриот». Був тяжко поранений і через ускладнення потребував на довге лікування. Повернувся до лав військових кореспондентів навесні 1943 до газети першої гвардійської армії першого Українського фронту «За нашу победу». 1945 — у складі першої гвардійської армії Л. М. Вишеславський пройшов дорогами України, Польщі, Німеччини і закінчив війну у Чехословаччині в Судетах. Був нагороджений багатьма орденами та медалями, отримав звання капітана гвардії. 1946 — Працював у газеті «За нашу Победу», яку перевели в Київ, надрукував книгу віршів «Чайка».
Після демобілізації у 1947 Л. М. Вишеславський викладав теорію літератури у Київському педагогічному інституті і Київському університеті. Видав збірку оповідань українською мовою.
З 1948 Л. М. Вишеславський став на довгі роки головним редактором журналу «Советская Украина». За його ініціативою журнал було перейменовано у 1963 на «Радуга», у якому він працював на різних посадах та співробітничав до 2002 року.
У 1950-х роках Л. М. Вишеславський з поетичними виступами багато подорожував: до Москви, Азербайджану та Грузії, по містах України. Відвідав разом із дружиною Агнесою Фінляндію і Польщу. Відвідав у складі групи київських письменників Європу, міста Франції, Голландії, Італії, Греції, Болгарії, Туреччині (разом з дружиною і донькою), багато фотографував. Ця подорож була незвичною для тих років. За поведінкою письменників за кордоном слідкувало КДБ, а Леонід часто відхилявся від наміченої згори програми. Всі несподівані «помилки» він легко переводив на жарти. Виступав з поетом Максимом Рильським на Станіславщині, Дрогобиччині, Тернопільщині, Чернівеччині.
З донькою, художницею Іриною, перебував на Алтаї, де вона малювала, а поет виступав перед аудиторією Барнаулу, Бійська, Горно-Алтайська та інших міст.
У 1960-х роках Л. М. Вишеславський активно виступав, друкував книги, познайомився з Давидом Бурлюком. Політ у космос Юрія Гагаріна сприйняв особливо радісно. Для нього це була перемога найсміливіших мрій юності і всього людства. Леонід був впевнений, що між творчістю і польотами у космос існує прямий зв'язок. Він відгукнувся на знаменну подію низкою поетичних збірок, до однієї з яких написав передмову сам космонавт Юрій Гагарін. Обурився з приводу переслідування з боку керівництва СРСР улюбленого поета Бориса Пастернака і особисто підтримав його, приїхавши до Москви.
З кінця 1960-х у свої подорожі починав брати онука Гліба, який народився у 1962 і якому він змалку розповідав про природу, читав напам'ять твори улюблених поетів, присвячував нові вірші. Коли онук виріс, він, як і донька, став професійним художником. Поетові було приємно, що деякі збірки його поезій ілюстрували саме найбільші його однодумці — донька і онук.
У подальших десятиліттях Л. М. Вишеславський також вів активне творче життя і спілкування із видатними сучасниками. У Ленінграді брав участь у святкування ювілею Всеволода Рождєственського. У Москві виступав на телебаченні і радіо на декаді Української літератури разом із П. Загребельним, М. Стельмахом, І. Драчем та іншими. Подорожував з онуком Глібом до Вірменії, захоплювався фотографією. Познайомився в Криму з богословом, протоієреєм Олександром Менєм, з яким сім'я підтримувала зв'язки до його смерті, та багато разів відвідував його у церкві в м. Пушкіно, про яку співав Олександр Галич «Где с куполом синим может сравниться лишь небо». Підтримував з ним зв'язки до його смерті. Приятелював та творчо контактував із сім'єю поета Арсенія Тарковського, з Львом Озеровим, Антокольським, сім'ями Чуковських, Пастернаків, Дейчів, Кандиби-Мусієнко.. Багато разів влаштовував творчі зустрічі в Центральному будинку літераторів, Музеї Маяковського, Політехнічному музеї, Бібліотеці іноземної літератури, Музеї космонавтики (Москва), а також в Зоряному містечку, в обсерваторіях Києва та Криму.

Могила Леоніда Вишеславського

У березні 1991 тяжко пережив смерть дружини Агнеси Костянтинівни Балтага. В грудні цього ж року схвально привітав зміни у суспільстві — Референдум, що підтвердив незалежність України. Від нього часто можна було почути: «Рух — це життя». Особливо він цінував можливість вільних виступів без обмежень цензури, появу нових періодичних видань, гострих публікацій. Його окрилило відчуття свободи та відкритості кордонів. Разом з тим він з сумом відмічав зубожіння людей, збільшення нужденних, різке розшарування суспільства. Л. Вишеславський вітав незалежність, відродження традицій, зміцнення коренів української культури, одним з яких є мова. Разом з тим вважав, що унікальним багатством України є культурна багатоукладність, взаємозбагачення української, російської та інших культур, що й доводив прикладом своєї творчості.
У 1990-2000-х роках Л. Вишеславський вів літературну студію «Зеркальная гостинная» в Києві, та як і в попередні десятиріччя, підтримував молодих поетів. До останнього року життя Л. Вишеславський був у вирі громадських і літературних подій, виступав на поетичних вечорах, друкував нові твори.
18 грудня 2002 року відсвяткував із колегами 75-річчя журналу «Радуга». 20 грудня о 21 годині вийшов із залу після урочистого засідання Миколаївського земляцтва, але не дійшов додому. Його було знайдено на околиці Києва, з травмами, без свідомості. 26 грудня 2002 року вночі, у реанімації, о першій годині двадцять сім хвилин серце поета зупинилось. Він не прийшов до свідомості, і обставини трагедії залишилися таємницею. Літературознавиця Юлія Булаховська згадувала, що «…Вишеславський
загинув несподівано і трагічно: він був по-звірячому вбитий і пограбований групою нічних хуліганів». Похований разом з родиною в Києві на Байковому кладовищі (ділянка № 49б, 50°25′2.20″ пн. ш. 30°30′4.15″ сх. д. / 50.4172778° пн. ш. 30.5011528° сх. д.).

## Творчість
Донька Вишеславська Ірина Леонідівна так писала про батька: «Леонід Вишеславський пройшов разом з XX сторіччям весь шлях від першого аероплана до міжпланетних кораблів і Інтернету. Він був свідком цього дивовижного прориву людства і осмислював його у своїй творчості. Але він не забував і те, що минає. Проводжав з сумом старе. Л. Вишеславський говорив, що не був свідком, як вимирали динозаври, але був свідком того як зникли воли — один з образів минулого України.
Любити старе та захоплюватись новим — в цьому проявлялась велика гармонія натури Л. Вишеславського…».
Особливою у творчості поета була космічна тема. Коли У 1962 р вийшла друком одна з найвідоміших поетичних збірок поета «Звездные сонеты»(«Зоряні сонети») з передмовою Ю. Гагаріна. Книга принесла авторові славу майстра рідкісної та майже забутої на той час поетичної форми сонета. Але головним було те, що Л. Вишеславський сполучив сучасні за змістом та естетикою вірші з стародавньою поетичною формою. Поезії було перекладено багатьма мовами, вони увійшли до численних антологій сонетів; їм присвячено багато літературознавчих досліджень та рецензій.
Наука та поезія поєдналися в творчості Л. Вишеславського з роздумами над таємницями буття, через що літературознавці нерідко називали його поезію філософською лірикою. Більшість віршів Л. Вишеславського не тільки автобіографічні, а глибоко індивідуальні в сприйнятті світу, а тому майже інтимні. Літературознавці підкреслюють внутрішню діалогічність поезії Вишеславського. Його ставлення до природи, почуттів людини, до Всесвіту ніби обговорюються в співбесіді з читачем. Філігранна техніка відображення почуттів, сполучається в ліриці поета з глибиною роздумів та щирим здивуванням перед таємницею буття. Особливо це стосується любовної лірики.
Велике місце в творчості поета займало рідне місто Миколаїв. У 2000 році вийшла книга віршів «Миколаївська колиска».
Леонід Вишеславський окрім власної російськомовної поезії, також займався і перекладом на російську з української та французької мов. Зокрема він виконав переклади з української на російську віршів українських поетів Тараса Шевченка, Івана Франка, Лесі Українки, Павла Тичини, Максима Рильського, Михайла Доленго, з французької на російську віршів таких французьких поетів, як Артюр Рембо, Шарль Бодлер, Поль Верлен, Жак Превер, Жак Одіберті тощо.
Твори Вишеславського перекладалися українською, польською, німецькою, французькою та іншими мовами.

## Пам'ять

Меморіальна дошка в Києві

27 травня 2005 в Києві на фасаді будинку по вулиці Богдана Хмельницького, 68 («Роліт»), де з 1938 по 2002 рік жив і творив Леонід Вишеславський, йому урочисто відкрита меморіальна дошка (встановлена у 2004 році; барельєф; скульптор О. П. Міловзоров).
З 2011 року у Франції діє громадська організація «Друзі творчості Леоніда Вишеславського».
Донька поета Ірина Макарова-Вишеславська, художниця, та онук — Гліб Вишеславський, художник і мистецтвознавець, стали засновниками Фонду імені Леоніда Вишеславського для підтримки молодих поетів України. Щороку вони нагороджують сучасних авторів, пов'язаних з літературою України, премією «Планета поета» за найкращі збірки поезій.

### Голова земної кулі
Російський поет Григорій Пєтніков, який разом із соратником Велимиром Хлєбниковим вигадали для Хлєбнікова звання «Голови Земної Кулі» (рос. «Председателя Земного Шара»), заповідав Леонідові Вишеславському це звання 21 жовтня 1963 року. Леонід Вишеславський, в свою чергу, заповідав це звання в 1998 році поету Юрію Каплану (1937—2009), засновнику Конгресу літераторів України.

## Переклади українською
Українською мовою окремі твори Вишеславського переклали Максим Рильський, Павло Тичина, Микола Бажан, Володимир Сосюра, Володимир Бровченко, Абрам Кацнельсон, Олекса Ющенко та інші.
- Вишеславський Л. М. Ґрунт: Поезії різних років / Авториз. пер. з рос. — Київ: Молодь, 1973.
- Вишеславський Л. М. Сковородинівське коло. Поєзії. Пер. з рос. /К.: Смолоскип. 1997
- Вишеславський Л. М. Очі не мерзнуть. Пер. з рос. Миколи Карпенко. Вид.ім. Олени Теліги. 2000
- Вишеславський Л. М. Українська сповідь: Поезії. Проза. Пер. з рос. ?; передмова І.Драча. — Київ: Видавництво імені Олени Теліги, 2004.ISBN 966-7018-86-5
- Вишеславський Л. Сон бытия, сон буття, Le rêve de l'existance. — Київ: Видавничий дім Дмитра Бураго, 2007 — вірші з паралельними перекладами українською (перекладач Петро Осадчук) та французькою (перекладач Жан Дюрен).

## Нагороди і відзнаки
- Лауреат Літературної премії імені Павла Тичини за двотомник віршів «Основа» та збірку «Стихотворения», (1975);
- Лауреат Національної премії України імені Тараса Шевченка за збірку віршів «Близкая звезда» (1984);
- Лауреат Міжнародної премії «Дружба»;
- Орден Вітчизняної війни I ступеня;
- Орден Вітчизняної війни II ступеня;
- Орден Червоної Зірки;
- Орден Дружби народів;
- орден «Знак Пошани» (4.05.1962)
- На честь поета названо малу планету — астероїд 2953, відкритий у 1979 році, він носить ім'я «Вишеславія» (1986).